# Província de Tetuan
La província de Tetuan (en àrab إقليم تطوان, iqlīm Tiṭwān; en amazic ⵜⴰⵙⴳⴰ ⵏ ⵜⵉⵟⵟⴰⵡⵉⵏ, tasga n Tiṭṭwan) és una de les províncies del Marroc, fins 2015 part de la regió de Tànger-Tetuan i actualment de la nova regió de Tànger-Tetuan-Al Hoceima. Té una superfície de 6.025 km² i 613.506 habitants censats en 2004. La capital és Tetuan.

## Divisió administrativa
La província de Tetuan consta de 2 municipis i 20 comunes:
| Nom                | Codi geogràfic | Tipus        | Habitatges | Població | Estrangers | Locals | Notes                                                                                           |
| ------------------ | -------------- | ------------ | ---------- | -------- | ---------- | ------ | ----------------------------------------------------------------------------------------------- |
| Oued Laou          | 571.01.07.     | Municipi     | 1722       | 8383     | 5          | 8378   |                                                                                                 |
| Tetuan             | 571.01.11.     | Municipi     | 68821      | 320539   | 432        | 320107 |                                                                                                 |
| Ain Lahsan         | 571.03.01.     | Comuna rural | 1304       | 6552     | 0          | 6552   |                                                                                                 |
| Allyene            | 571.03.03.     | Comuna rural | 1194       | 6126     | 0          | 6126   |                                                                                                 |
| Bni Harchen        | 571.03.07.     | Comuna rural | 1462       | 7646     | 0          | 7646   |                                                                                                 |
| Jbel Lahbib        | 571.03.09.     | Comuna rural | 818        | 4204     | 0          | 4204   | 1100 residents viuen al centre, anomenat Karia; 3104 residents viuen en zones rurals.           |
| Mallalienne        | 571.03.15.     | Comuna rural | 1965       | 9970     | 1          | 9969   |                                                                                                 |
| Saddina            | 571.03.17.     | Comuna rural | 1265       | 6683     | 1          | 6682   |                                                                                                 |
| Souk Kdim          | 571.03.19.     | Comuna rural | 1378       | 7434     | 0          | 7434   |                                                                                                 |
| Al Hamra           | 571.05.01.     | Comuna rural | 1610       | 10156    | 0          | 10156  |                                                                                                 |
| Al Kharroub        | 571.05.03.     | Comuna rural | 570        | 3018     | 0          | 3018   |                                                                                                 |
| Al Oued            | 571.05.05.     | Comuna rural | 1719       | 11135    | 0          | 11135  |                                                                                                 |
| Azla               | 571.05.07.     | Comuna rural | 2364       | 12611    | 4          | 12607  |                                                                                                 |
| Bghaghza           | 571.05.09.     | Comuna rural | 1158       | 6457     | 0          | 6457   |                                                                                                 |
| Bni Idder          | 571.05.11.     | Comuna rural | 772        | 4620     | 0          | 4620   |                                                                                                 |
| Bni Leit           | 571.05.13.     | Comuna rural | 784        | 5364     | 0          | 5364   |                                                                                                 |
| Bni Said           | 571.05.15.     | Comuna rural | 1422       | 8219     | 0          | 8219   |                                                                                                 |
| Dar Bni Karrich    | 571.05.17.     | Comuna rural | 1351       | 6689     | 8          | 6681   | 4780 residents viuen al centre, anomenat Dar Bni Karrich; 1909 residents viuen en zones rurals. |
| Oulad Ali Mansour  | 571.05.19.     | Comuna rural | 828        | 5612     | 0          | 5612   |                                                                                                 |
| Sahtryine          | 571.05.21.     | Comuna rural | 1268       | 7402     | 0          | 7402   |                                                                                                 |
| Zaitoune           | 571.05.23.     | Comuna rural | 1595       | 8486     | 0          | 8486   |                                                                                                 |
| Zaouiat Sidi Kacem | 571.05.25.     | Comuna rural | 1639       | 10495    | 0          | 10495  |                                                                                                 |
| Zinat              | 571.05.27.     | Comuna rural | 1120       | 6539     | 0          | 6539   |                                                                                                 |